# Карл Едуард фон Мартенс
Карл Едуард фон Мартенс (нім. Karl Eduard von Martens; 1831–1904) — німецький зоолог.

## Біографія
Карл Едуард фон Мартенс народився в Штутгарті в 1831 році. Навчався в університеті Тюбінгена, який закінчив у 1855 році. Потім він переїхав до Берліна, де працював спершу у Зоологічному музеї Берлінського університету (з 1855 року), а з 1859 року — у Музеї природознавства.
У 1860 році брав участь у Прусській експедиції до Східної Азії. Після завершення експедиції 1862 року, фон Мартенс продовжував подорожувати навколо Південно-Східної Азії ще 15 місяців. Він опублікував результати експедиції у двох томах під назвою «Preussische Expedition nach Ost-Asien». Праця складалася з 447 сторінок та містила дуже детальний опис наземних молюсків Східної Азії.
Після повернення з Азії до своєї смерті в 1904 році Мартенс працював у Зоологічному музеї Берліна куратором малакологічної колекції, а також колекції морських безхребетних.
Мартенс описав 155 родів, з них 150 родів молюсків і приблизно 1 800 видів, включаючи приблизно 1 680 видів молюсків, 39 ракоподібних і 50 голкошкірих.
Був іноземним членом Лондонського товариства Ліннея та членом-кореспондентом Лондонського зоологічного товариства.